# Кућа цвећа
Кућа цвећа је назив за објекат у којем су сахрањени некадашњи доживотни председник Социјалистичке Федеративне Републике Југославије маршал Јосип Броз Тито (1892—1980) и његова супруга Јованка (1924—2013). Део је Музеја историје Југославије, који се налази у Ботићевој улици, на Дедињу и једно је од најпосећенијих туристичких места у Београду.

## Историја
Објекат данас познат под називом „Кућа цвећа“ саграђен је 1975. као зимска башта за потребе тадашњег председника Југославије Јосипа Броза Тита и тада је називан „Цвећара“. Њен аутор био је архитекта Стјепан Краљ, а заузима површину од 902 m². Споља је обложена жутом фасадном циглом, а изнутра белим мермером са планине Венчац (Аранђеловац). Поред централног дела у коме се налазила фонтана, около су биле просторије за рад и одмор — радна и спаваћа соба, салон, гостињска соба, библиотека и др. На супротној страни од улаза налази се откривена тераса са погледом на Београд.
Пошто се налазила у непосредној близини резиденције у Ужичкој 15, Тито је у њој проводио доста времена током боравка у Београду, а посебно после дефинитивног разлаза са супругом Јованком, августа 1977. године. Када је почетком 1980, због здравствених проблема са ногом, отишао у болницу у Љубљану, изразио је жељу да у случају смрти буде сахрањен управо у овој зимској башти. Око места његовог последњег почивалишта доста полемисало у државно-партијском руководству, а као могуће локације предлагани су родни Кумровец, као и Долина хероја на Тјентишту, где је у лето 1943. вођена битка на Сутјесци.
Када је 4. маја 1980. Јосип Броз Тито преминуо у својој 88. години, за свега неколико дана до сахране, која је обављена 8. маја, зимска башта је преуређена у његово последње почивалиште. Тада је из централног дела уклоњена фонтана и сазидана гробница, која личи на велику озидану подземну собу. Реконструкцијом зимске баште руководио је инжењер Драгомир Гавриловић, а радове је извело војно-грађевинско предузеће „Бели поток“.
Сама Титова сахрана, којој је присуствовало 211 делегација из 128 земаља света била је веома компликована за извођење због простора на коме се налазила тадашња зимска башта. Пошто све делегације, због премалог простора, нису могле присуствовати самом спуштању Титових посмртних остатака у гроб, оне су се налазиле испред зимске баште на импровизованој трибини док су самом чину спуштања ковчега присуствовали само највиши функционери СФРЈ, СКЈ и ЈНА и чланови породице. Такође, приликом сахране над гробом је уместо праве мермерне плоче, постављена тзв „мермерна маска“ односно дводелна плоча која је била само обложена мермером и и самим тим доста лакша од праве. Ово је учињено јер је протокол сахране налагао да после спуштања ковчега, по два официра гарде гурну мермерне плоче преко гроб. Права мермерна плоча од белог венчачког мермера била је завидних димензија — висока 80 сантиметара, широка 1,5 и дугачка 205 метара и тешка 9 тона. Она је дан након сахране, уз помоћ специјалних дизалица постављена над гробом. Замена плоче над гробом после сахране, као и генерална проба сахране, која је изведена дан пред сахрану 7. маја, због провере техничких спремности изазвали су низ контроверзи, као и сумњу да је Тито уопште ту сахрањен.
Руководство СФРЈ и Савеза комуниста Југославије одлучило се да после Титове смрти своју политичку доктрину назове „И после Тита - Тито!“, па је стога било непримерено последње почивалиште Јосипа Броза Тита називати гробом или маузолејом, већ је установљен еуфемизам „Кућа цвећа“. Овај назив постао је опште прихваћен с обзиром да је Титов гроб био окружен великим цветним жбуновима и задржао се и после распада СФРЈ.
Одмах по Титовој сахрани, 10. маја Кућа цвећа је постала место ходочашћа милиона Југословена, који су самостално или организовано преко предузећа, школа, факултета или других организација и удружења долазили да је посете. У жељи да се што боље прикаже лик и дело покојног председника 1982. основан је Меморијални центар „Јосип Броз Тито“, у чији су састав, поред Куће цвећа ушли - Музеј „25. мај“, Резиденција (вила у Ужичкој 15), Билијарница, Ловачка кућа, Стари Музеј и Спомен збирка (вила „Мир“), као и оближњи Музеј „4. јули“. Меморијални центар постојао је до 1996, када је реорганизован у Музеј историје Југославије, јер му је придодат тада угашени Музеј револуције народа и народности Југославије.
Године 1997, након избора за председника Савезне Републике Југославије Слободан Милошевић је за своју нову резиденцију одабрао некадашњу Титову резиденцију у Ужичкој 15 у чијој се непосредној близини налазила и Кућа цвећа. Тада је посред плаца некадашњег Меморијалног центра и парка подигнут зид који је одвојио резиденцију у Ужичкој 15, вилу „Мир“, Биљарницу и Ловачку кућу од Старог музеја, Куће цвећа и Музеја 25. мај, који су остали с друге стране зида.
Титов гроб чувала је почасна стража Гардијске бригаде Југословенске народне армије (ЈНА), која је била постављена одмах после сахране 8. маја 1980. године. Ова стража задржана је све до званичног нестанка ЈНА и повучена је 30. априла 1992. године. Кућу цвећа обезбеђивала је Војска Југославије, све до распада Државне заједнице Србије и Црне Горе, када је Музеј историје Југославије прешао у надлежност Министарства културе Републике Србије.
Од оснивања Меморијалног центра, 1982. године када су званично почеле да се бележе посете Кући цвећа па до 2012. године, то место је, према евиденцији коју воде надлежни у Музеју историје Југославије посетило више од 17 милиона људи.
Стална поставка у Кући цвећа данас се састоји од — спомен-собе у којој се посетиоци могу уписати у књигу жалости и изложбеног дела у коме се налазе локалне, републичке и савезне штафетне палице које је омладина Југославија носила поводом Титовог рођендана 25. маја, који је слављен као Дан младости. У поставци се налазе писане поруке које је Тито примио са штафетама, фотографије носилаца штафета као и свечаности поводом Дана младости, маршалске униформе и др.
Праунук Милоша Савчића и његов наследник Владимир Лешић од 2011. године води поступак пред Агенцијом за реституцију Републике Србије за враћање одузете имовине у коју спада већи део комплекса Куће цвећа.

## Галерија
- Улаз у Кућу цвећа
- Улаз у Кућу цвећа
- Унутрашњост Куће цвећа
- Титов гроб
- Јованкин гроб
- Изложбени простор
- Изложбени простор
- Титова маршалска униформа Ратне морнарице